# Xian de Lishu
Pour les articles homonymes, voir Lishu (homonymie).
Le xian de Lishu (梨树县 ; pinyin : Líshù Xiàn) est un district administratif de la province du Jilin en Chine. Il est placé sous la juridiction de la ville-préfecture de Siping.

## Démographie
La population du district était de 855 538 habitants en 1999.